# Computer+Videogiochi
Computer+Videogiochi è una rivista mensile dedicata ai videogiochi per tutte le piattaforme, edita dal Gruppo Editoriale Jackson dal 1991 al 1995. La rivista era la controparte italiana della rivista inglese Computer and Video Games edita da EMAP.
Computer+Videogiochi fu la terza e ultima rivista del Gruppo Editoriale Jackson unicamente dedicata all'informazione sui videogiochi, dopo la precedente storica rivista Videogiochi e subito dopo Guida Videogiochi che venne direttamente sostituita.

## Storia
La rivista venne lanciata nel gennaio 1991 con una grande campagna pubblicitaria. Fino al mese precedente venne pubblicata Guida Videogiochi, piccola di formato e basata su riviste francesi, in parte criticata per le notizie poco tempestive, che per varie ragioni avevano questo problema già alla fonte. Con la nuova Computer+Videogiochi si fece un cambio sostanziale, passando a un formato di dimensioni più comuni e basandosi sulla traduzione di una rivista inglese, come spesso facevano le riviste concorrenti. Il Gruppo Editoriale Jackson acquisì i diritti sulla rivista mensile britannica Computer and Video Games, allora la più venduta in Europa, con oltre 100 numeri già usciti (il n. 1 italiano corrisponde al n. 109 inglese).
Secondo il breve editoriale del primo numero, fu la casa editrice inglese EMAP a contattare la Jackson proponendo la pubblicazione dell'edizione italiana della propria rivista. Venne considerata una grande occasione e l'editore Filippo Canavese ottenne un contratto a Londra in brevissimo tempo. L'intenzione comunque era di non limitarsi alla sola traduzione dell'originale inglese, e venne radunata una redazione ben fornita.
Dal n. 19 di settembre 1992 venne cambiato il logo della rivista e per l'occasione venne indetto un concorso per far disegnare la copertina ai lettori. Il nuovo logo mostra anche la sigla CVG, che veniva già usata comunemente come abbreviazione all'interno della rivista.
Le pagine di ogni numero, da un minimo iniziale di 100, arrivarono a un picco di 180 con il n. 28. Nel tempo molti redattori collaborarono alla rivista, nomi di una certa importanza nella storia dell'editoria videoludica italiana.
Computer+Videogiochi durò per 44 numeri più tre speciali semestrali, concludendosi nel gennaio 1995. La chiusura fu annunciata nell'editoriale dell'ultimo numero, dichiarando che la principale motivazione erano le difficoltà date da una rivista multipiattaforma, visto il grande numero di sistemi in circolazione all'epoca (circa una ventina).
Secondo Retrogame Magazine, in retrospettiva, forse sarebbe bastato rivedere il formato per continuare le pubblicazioni, ma la verità può essere che la Jackson, le cui attività editoriali erano state acquisite già da qualche anno dalla VNU, non era più interessata alle pubblicazioni per il mercato di massa.
Non ci furono infatti altre riviste videoludiche Jackson. Circa un anno prima della chiusura, la Futura Publishing, editrice nata nel 1993 e legata a ex persone della Jackson, lanciò le prime riviste monomarca italiane, Super Console e Mega Console, che raccolsero idealmente l'eredità di Computer+Videogiochi.

## Contenuti
Computer+Videogiochi offriva un numero elevato di recensioni di videogiochi per tutte le piattaforme: inizialmente Amstrad CPC, ZX Spectrum, Commodore 64, Amiga, MS-DOS, Atari ST, Master System, Mega Drive, NES, Game Boy, Super Nintendo, arcade e altre. Grafica, immagini e buona parte del testo delle recensioni erano tratti dalla corrispondente rivista britannica, ma al giudizio finale dei redattori inglesi venivano affiancati spazi dedicati ai pareri dei redattori italiani.
Computer+Videogiochi era inoltre un contenitore di rubriche molto vario, più di ogni altra rivista del settore anche successiva: venivano trattati flipper (rubrica Pinball Wizard), curati da Federico Croci, mode e tendenze del periodo (Far Out, la rubrica delle "mode apocalittiche"), curate da Fabio Rossi, giochi di ruolo, interviste e altro. Notevole era la parte dedicata ai giochi da sala giochi, sezione tratta dalla controparte britannica, ma in buona parte con contenuto originale italiano, a cura di Maurizio Miccoli, allora un famoso primatista in diversi videogiochi e, a differenza di molti altri redattori, con una formazione da giornalista (in precedenza sportivo).
Un'altra caratteristica distintiva di Computer+Videogiochi erano gli omaggi allegati, spesso molto particolari: nel corso della vita della rivista si contano 3 spille, 2 floppy demo, 3 numeri di Sturmtruppen Magazinen, 2 adesivi, 2 raccolte di cartoline, 1 calendario (de Il tagliaerbe), gli Switchstix (levette da applicare al joypad per trasformarlo in joystick), 7 poster,, 1 speciale Hulk.

## Elenco uscite
|      | Gen | Feb | Mar | Apr | Mag | Giu | Lug | Ago | Set | Ott | Nov | Dic |
| 1991 | 1   | 2   | 3   | 4   | 5   | 6   | 7*  | 7*  | 8   | 9   | 10  | 11* |
| 1992 | 12  | 13  | 14  | 15  | 16  | 17  | 18* | 18* | 19  | 20  | 20  | 21  |
| 1993 | 22  | 23  | 24  | 25  | 26  | 27  | 28  | 28  | 29  | 30  | 31  | 32  |
| 1994 | 33  | 34  | 35  | 36  | 37  | 38  | 39  | 39  | 40  | 41  | 42  | 43  |
| 1995 | 44  |     |     |     |     |     |     |     |     |     |     |     |

L'asterisco indica la presenza di supplementi venduti a parte:
- Speciale giochi estate '91, luglio/agosto 1991
- Speciale annuario 1992, dicembre 1991
- Speciale estate 92, luglio/agosto 1992